# ATP Nizza 1972
L'ATP Nizza 1972 è stato un torneo di tennis giocato sulla terra rossa. È stata la 2ª edizione del torneo, che fa parte del Commercial Union Assurance Grand Prix 1972. Si è giocato a Nizza in Francia dal 17 al 23 aprile 1972.

## Campioni

### Singolare maschile
Ilie Năstase ha battuto in finale  Jan Kodeš con il punteggio di 6–0, 6–4, 6–3

### Doppio maschile
Jan Kodeš /  Stan Smith hanno battuto in finale  Frew McMillan /  Ilie Năstase con il punteggio di 6–3, 3–6, 7–5